# 353745 Williamunruh
353745 Williamunruh è un asteroide della fascia principale. Scoperto nel 2011, presenta un'orbita caratterizzata da un semiasse maggiore pari a 3,0432943 au e da un'eccentricità di 0,1220667, inclinata di 10,57732° rispetto all'eclittica.